# Mazen Dana
Mazen Dana (* 1962; † 17. August 2003 in Bagdad) war ein irakischer Kameramann der Nachrichtenagentur Reuters.
Er war verheiratet und hat vier Kinder.
Am 15. Mai 2001 wurde er beim Filmen palästinensischer Demonstranten von israelischen Truppen aus einer Entfernung von etwa 40 Metern ins Bein geschossen. Dana suchte danach Zuflucht hinter einer Stahltür, die daraufhin von einem Kugelhagel getroffen wurde.
Für seine Berichterstattung in Palästina erhielt der mehrfach verwundete Dana 2001 den International Press Freedom Award.
Mazen Dana starb am 17. August 2003 durch Schüsse amerikanischer Besatzungstruppen im Irak.